# Belorussistik
Als Belorussistik wird die wissenschaftliche Beschäftigung mit der belarussischen Sprache und ihrer Literatur innerhalb der Slawistik bezeichnet (auch: belorussische/belarussische bzw. weißrussische Philologie) sowie im weiteren Sinne die modernen Kulturwissenschaften, die sich mit der belarussischen Nation, ihrer Geschichte und Landeskunde beschäftigen.